# Jazzpoëzie
Jazzpoëzie of jazz poetry is poëzie met jazzy ritmes en/of met elementen van improvisatie. Vaak worden gedichten voorgedragen onder begeleiding van jazzmuziek. Er spreekt een verlangen uit naar vitaliteit en dynamiek, wat vertaald naar de wereld van de poëzie neerkomt op een vrijere en meer geïmproviseerde manier van schrijven.

## Geschiedenis
Tijdens de jaren 1920 begonnen een aantal Engelstalige dichters zich te onttrekken aan de conventies van ritme en stijl. Onder hen bevonden zich Ezra Pound, T.S. Eliot en E.E. Cummings. Ze streefden naar een gelijktijdige ontwikkeling van poëzie en jazz in de Jazz Age, wat resulteerde in de samenvoeging van de twee kunstvormen in "jazz poetry". Jazzpoëzie was gedurende lange tijd een kunstvorm buiten de mainstream. Pas met de eerste publicaties van Langston Hughes en Sterling Brown, respectievelijk in 1926 en 1932, werd jazz in de poëzie niet meer als iets vreemds beschouwd.
Na de jaren 1920 herleefde jazzpoëzie in de jaren 1950, onder meer in het werk van de dichters van de Beat Generation. Zo liet ook Jack Kerouac zich bij zijn voordrachten muzikaal begeleiden. Afro-Amerikaanse dichters uit de jaren 1960 lieten zich inspireren door jazzsaxofonist John Coltrane en interpreteerden zijn muziek als een muzikale vertegenwoordiging van de zwarte burgerrechtenbeweging. Nog later werd jazz poetry in aangepaste vorm toegepast in hiphopmuziek en live poëzie-evenementen die bekendstaan als poetry slams.
De Vlaamse dichter Paul van Ostaijen raakte in het tot een puinhoop herschapen Europa na WOI als een van de eerste dichters in het Nederlandse taalgebied geïnspireerd door de jazz. Later zagen ook Hugo Claus, Remco Campert, Jan Hanlo, Simon Vinkenoog en Lucebert de jazzmuziek als inspiratiemodel voor hun literaire werk. De Rotterdamse dichter/performer Jules Deelder (hij sprak zelf van aucteur) was een pleitbezorger van beide, getuige zijn gedicht 'Jazz is', begeleid door Joost Kroon (New Cool Collective). Hij draaide regelmatig platen uit zijn collectie in cafés en andere podia en stelde een cd-box samen met opnamen uit zijn eigen verzameling. Daarnaast trad hij vanaf 2012 regelmatig op met zijn jazzband de Deelderiers, waarbij muziek werd afgewisseld met voordracht van gedichten. Meer hedendaagse dichters die optreden met jazzpoëzie zijn bijvoorbeeld Martin Beversluis, Tómas de Faoite, Kees van Meel en Kees Visser.

## Stijlkenmerken
Behalve het nabootsen van gesyncopeerde ritmes en repetitieve frasen uit de jazz spelen ook vrijheid en improvisatie een grote rol.